# James R. Thompson

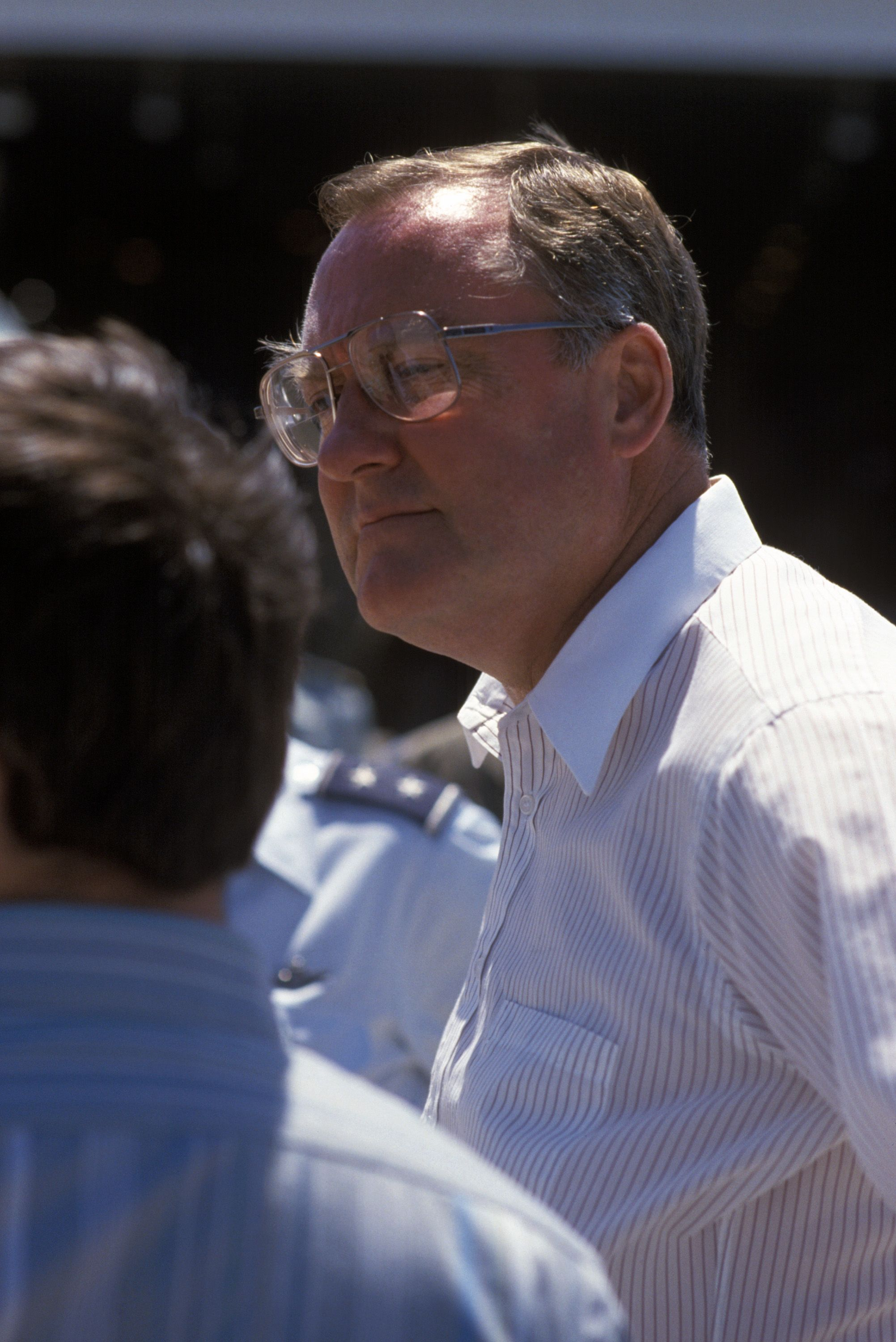
Guvernör James R. Thompson inspekterar en militärövning 1986.

James Robert Thompson, född 8 maj 1936 i Chicago, Illinois, död 14 augusti 2020 i Chicago, var en amerikansk republikansk politiker och jurist. Han var guvernör i delstaten Illinois 10 januari 1977 – 14 januari 1991. 14 år i ämbetet gör honom till den långvarigaste guvernören i Illinois historia.
Thompson inledde sina universitetsstudier vid University of Illinois at Chicago. Han avlade grundexamen vid Washington University. Därefter avlade han 1959 juristexamen vid Northwestern University.
Thompson undervisade juridik vid Northwestern University 1964-1969 och arbetade därefter som åklagare. Som federal åklagare vann han rättegången mot tidigare guvernören Otto Kerner som hade tagit emot mutor. Han var också åklagare i rättegångar mot några av den beryktade borgmästaren Richard J. Daleys medarbetare, vilka också fälldes för korruption.
I 1976 års guvernörsval förlorade ämbetsinnehavaren Daniel Walker redan i demokraternas primärval mot utmanaren Michael Howlett som i sin tur förlorade valet mot Thompson. Valet gällde exceptionellt bara en tvåårig mandatperiod, eftersom delstaten Illinois inte längre ville hålla guvernörsval samtidigt som presidentval. Thompson omvaldes tre gånger, varje gång till fyra år. Han var ordförande för National Governors Association 1983-1984.
Thompson utnämndes till Årets Svenskamerikan 1985.
Thompson ledde den anrika advokatbyrån Winston & Strawn 1993-2006. Han var dessutom medlem av 11 september-kommissionen.